# Víctor Hugo Aristizábal
Víctor Hugo Aristizábal (Medellín, 9 de desembre de 1971) és un ex futbolista colombià que des de novembre de 2007 es troba allunyat del futbol actiu a causa d'una lesió. La seva retirada oficial va ser el 12 de juliol de 2008. És el màxim golejador colombià de tots els temps, amb 350 gols, inclòs els seus gols marcats en el Futbol Professional Colombià, en el Futbol Brasiler i en la selecció de futbol de Colòmbia.

## Trajectòria
Va debutar com professional el 1990 a l'Atlético Nacional, equip amb el qual va ser cinc vegades campió del torneig colombià i campió de la Copa Merconorte. El 1994 va fitxar pel València CF, però davant la falta d'oportunitats va tornar a l'Atlético Nacional. El 1997-98 va fitxar pel Sao Paulo i dos anys després pel Santos per a després tornar al seu país a jugar de nou a l'Atlético Nacional i posteriorment amb el Deportivo Cali; només va passar una temporada amb l'equip caleny i va tornar al futbol brasiler.
Allí va estar altres tres temporades, en tres equips distints: Vitória, Cruzeiro i Coritiba. En 2005 tornaria a jugar per quarta vegada a l'Atlético Nacional, i es consagraria campió en els tornejos 2005-I (Obertura 2005), 2007-I (Obertura 2007) i 2007-II (Finalització 2007).
El 25 de novembre de 2007 en joc valeder per la primera cita dels quadrangulars finals del futbol colombià, Aristizabal sofreix una lesió de lligament creuat. Els metges de l'Atlético Nacional determinen després d'exàmens que el jugador es recuperarà en sis mesos, raó per la qual decideix avançar el seu retir del futbol professional. Aristizábal tenia programada el seu comiat del futbol al gener del 2008.
Després de superar la seva lesió es va incorporar al cos tècnic de l'Atlético Nacional i va realitzar un partit de comiat oficial el 12 de juliol de 2008. Allí el van acompanyar Enzo Francescoli, Álex Aguinaga, «Chicho» Serna, Leonel Álvarez, Faustino Asprilla, Francisco Maturana, «Bolillo», «Barrabas» Gómez, José Manuel Sempere, Juan Pablo Ángel, David Albelda, Diego Armando Maradona, René Higuita i altres figures que alguna vegada es van trobar amb ell en el camp.

## Internacional
Amb la selecció de Colòmbia va participar dels Mundials dels Estats Units 94 i França 98, i va ser campió de la Copa Amèrica Colòmbia 2001, on va ser el golejador del torneig amb sis gols. Es retiraria de la selecció colombiana en 2003 després del partit davant la selecció de futbol de Bolívia, en que Colòmbia va perdre quatre gols a zero.

### Copes Internacionals
| 1992 | Atlético Nacional | Colòmbia | Copa Libertadores      | 10 | 6 |  |       |  |  |    |    |
| 1993 | Atlético Nacional | Colòmbia | Copa Libertadores      | 7  | 3 |  |       |  |  |    |    |
| 1995 | Atlético Nacional | Colòmbia | Copa Libertadores      | 10 | 7 |  |       |  |  |    |    |
| 1996 | Sao Paulo         | Brasil   | Supercopa Sudamericana | 6  | 4 |  |       |  |  |    |    |
| 1997 | Sao Paulo         | Brasil   | Supercopa Sudamericana | 4  | 1 |  |       |  |  |    |    |
| 2000 | Atlético Nacional | Colòmbia | Copa Libertadores      | 4  | 1 |  |       |  |  |    |    |
| 2000 | Atlético Nacional | Colòmbia | Copa Merconorte        | 10 | 6 |  |       |  |  |    |    |
| 2001 | Deportivo Cali    | Colòmbia | Copa Libertadores      | 2  | 1 |  |       |  |  |    |    |
| 2005 | Atlético Nacional | Colòmbia | Copa Sudamericana      | 6  | 2 |  |       |  |  |    |    |
| 2006 | Atlético Nacional | Colòmbia | Copa Libertadores      | 8  | 4 |  |       |  |  |    |    |
| 2005 | Atlético Nacional | Colòmbia | Copa Sudamericana      | 3  | 1 |  | Total |  |  | 70 | 36 |

### Resum de gols oficials
|                      | Partits | Gols | Mitjana |
| -------------------- | ------- | ---- | ------- |
| Primera Divisió      | 487     | 248  | 0.51    |
| Copes Internacionals | 70      | 36   | 0.52    |
| Selecció Colombiana  | 66      | 15   | 0.23    |
| TOTAL                | 623     | 299  | 0.48    |

## Palmarès

### Campionats locals
| Títol                 | Club     | País   | Any  |
| --------------------- | -------- | ------ | ---- |
| Campionat baiano      | Vitória  | Brasil | 2002 |
| Campionat mineiro     | Cruzeiro | Brasil | 2003 |
| Campeonato Paranaense | Coritiba | Brasil | 2004 |

### Campionats estatals
| Títol                             | Club              | País     | Any  |
| --------------------------------- | ----------------- | -------- | ---- |
| Primera Divisió                   | Atlético Nacional | Colòmbia | 1991 |
| Primera Divisió                   | Atlético Nacional | Colòmbia | 1994 |
| Campeonato Brasileiro             | Cruzeiro          | Brasil   | 2003 |
| Copa de Brasil                    | Cruzeiro          | Brasil   | 2003 |
| Primera Divisió (Obertura)        | Atlético Nacional | Colòmbia | 2005 |
| Primera Divisió Obertura 2007     | Atlético Nacional | Colòmbia | 2007 |
| Primera Divisió Finalització 2007 | Atlético Nacional | Colòmbia | 2007 |

### Copes internacionals
| Títol               | Club                 | País     | Any        |
| ------------------- | -------------------- | -------- | ---------- |
| Copa Interamericana | Atlético Nacional    | Colòmbia | 1990, 1995 |
| Copa Merconorte     | Atlético Nacional    | Colòmbia | 2000       |
| Copa Amèrica        | Selecció de Colòmbia | Colòmbia | 2001       |